# KDiskFree
KDiskFree（ケーディスクフリー）は利用可能なファイルデバイスとその情報を表示するソフトウェアである。

## 機能
対応するファイルデバイスにはハードドライブパーティション、フロッピーや CD ドライブが含まれ、それらに対するサイズ、空き、タイプやマウントポイントが表示される。またデバイスをマウント/マウント解除することやファイルマネージャ内にデバイスを表示させることもできる。